# Podenco Andaluz Maneto
Der Podenco Andaluz Maneto, kurz Maneto, ist eine nicht  von der FCI anerkannte spanische Hunderasse und die kurzbeinige Variante des Podenco Andaluz. Die Rasse wird vom spanischen kynologischen Dachverband Real Sociedad Canina de España (RSCE) anerkannt und unter der Standardnummer 408 in der Gruppe 5, Sektion 7 geführt.

## Herkunft und Geschichtliches
Wie lange es diese Variante des Podenco Andaluz bereits gibt, lässt sich nicht mit Sicherheit sagen; jedoch liegen  alte Malereien und Fotografien aus dem 19. Jahrhundert vor. In den Provinzen Cádiz und Málaga, wo der Maneto entstand, hat er den Ruf eines hervorragenden Jagdhunds besonders auf Kaninchen. Wie die langbeinigen Podencos ist der Maneto ein sehr teamfähiger, aufgeweckter Charakter mit extremer Jagdleidenschaft.

## Beschreibung
Der schmale Kopf des Maneto hat die Form eines Kegels und ist halb so breit wie lang. Er hat einen nur leicht ausgeprägten Stop. Die Farbe des Nasenspiegels und der Lefzen variiert von honig- bis lederfarben. Der Maneto hat große Stehohren, die auch geklappt werden können. Die Beine sind kurz und ausgesprochen muskulös. Der Hund hat eine Schulterhöhe von ca. 35 cm bei ca. 11,5 kg Gewicht. Der Rücken ist gerundet. Erlaubte Farben sind zimtfarben bis rot und wenig weiß.

## Wesen
Der Maneto gilt als sehr mutiger Kämpfer auf der Jagd, der keinen Bau und kein Gebüsch scheut. Fremden gegenüber ist er reserviert und vorsichtig. Er gilt als eigensinniger Hund, dessen Erziehung zu Gehorsam schwierig ist. Der Hund soll instinktiv wissen, was seine Arbeit ist, und mit dem Rudel kooperieren.